# Miguel Abod-Aztai
 Miguel Abod-Aztai  (Hungria — 1776) Foi um filósofo húngaro muito apreciado no seu tempo pelos seus talentos filosóficos.